# Камал Шаріф Камалетдіновіч
Шаріф Камалетдіновіч Камал (тат. Шәриф Камалетдин улы Камал; справжнє прізвище — Байгільдеєв (тат. Байгилдиев; нар. 16 лютого 1884, Рузаєвський район, Мордовіїя, Росія — 22 грудня 1942, Татарстан) — радянський татарський письменник, драматург і перекладач, педагог татарської школи.

## Біографія
Шаріф Камал народився в сім'ї мулли в селі Татарська Пішля (нині Рузаєвський район Мордовії) 16 лютого 1884 року. Початкову освіту здобув у медресе. Потім працював на будівництві залізниці, був шахтарем-забійником на Уралі, рибалкою на Каспійському морі. У 1905 році переселився до Санкт-Петербурга, де став учителем татарської школи.
Перші вірші Камала були опубліковані в газеті «Нур» в 1905 році. За рік збірка його віршів «Садә» (Голос) вийшла окремим виданням. У 1909—1912 роках він написав повість «Вороняче гніздо» і новели «В пошуках щастя», «На чужині», «Бродяга», в яких описувалося важке життя робітників. Експлуатації рибалок присвячена повість «Чайки». У той же період Камал написав низку сатиричних творів проти купців. Питанню рівноправності жінок присвячені твори «Зів'яла квітка» та «Нудьга».
Після Жовтневої революції Камал створив роман «Таң атканда» (На зорі) про революцію, «Матура Туганди» (Коли народжується прекрасне) про село 1920-х років. Також він створив драматичні твори «Ут» (Вогонь), «Козгиннар оясинда» (Вороняче гніздо), «Таулар» (Гори), «Томан арти» (За туманом). Камал першим переклав на татарською мовою «Піднята цілина» М. А. Шолохова.

## Нагороди
Нагороджений Орденом Леніна (1940).

## Пам'ять
Похований на Татарському кладовищі в Казані.
У Казані працює будинок-музей Камала.
Іменем Ш. Камала названа вулиця в Вахітовському районі Казані, вулиця і школа в селі Татарська Пішля Республіки Мордовія.

## Галерея

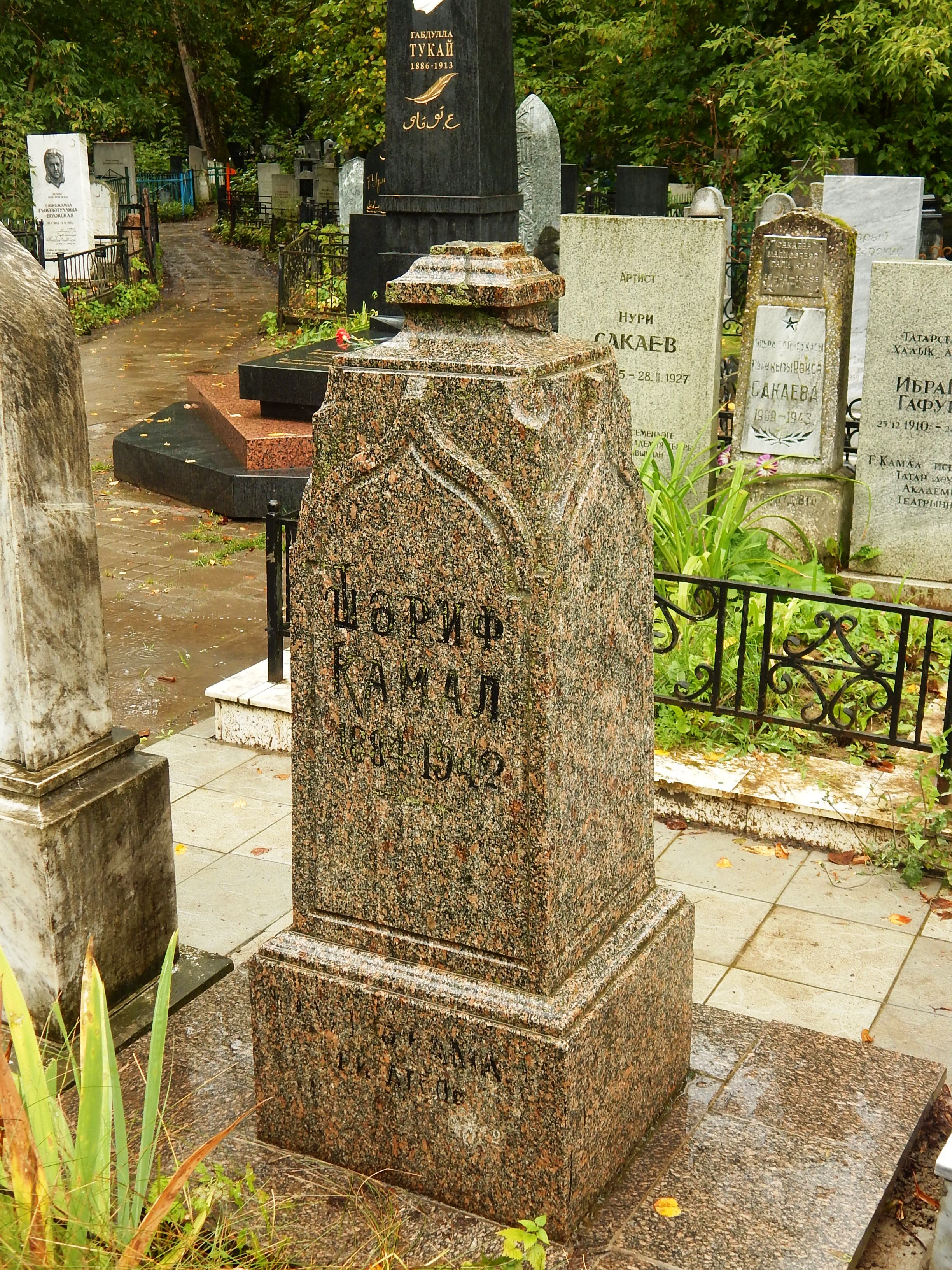
Могила Камала Шаріфа